# Michele Scandiffio
Michele Scandiffio (ur. 29 września 1928 w Pomarico, zm. 6 czerwca 2022 w Materze) – włoski duchowny rzymskokatolicki, w latach 1988–2005 arcybiskup Acerenza.

## Życiorys
Święcenia kapłańskie przyjął 8 lipca 1951. 30 kwietnia 1988 został mianowany arcybiskupem Acerenza. Sakrę biskupią otrzymał 9 lipca 1988. 27 lipca 2005 przeszedł na emeryturę.